# Отречение Маргрете II
Отречение Маргрете II, королевы Дании состоялось 14 января 2024 года в пользу её старшего сына — кронпринца Фредерика, ставшего королём Фредериком X. Её величество объявило о намерении отречься от престола ещё в своём новогоднем обращении к нации 31 декабря 2023 года. Отречение Маргрете стало первым добровольным отречением в истории датской монархии после отречения короля Эрика III в 1146 году (за целых 877 лет).
После кончины британской королевы Елизаветы II 8 сентября 2022 года, Маргрете стала единственной женщиной-монархом и самым долгоправящим главой государства..

## Объявление
Я решила что сейчас самое время. 14 января 2024 года, 52 года после того как я наследовала трон от моего любимого отца я уйду с поста королевы Дании. Я передам трон моему сыну кронпринцу Фредерику.
Оригинальный текст (англ.)
I have decided that now is the right time. On 14th January, 2024 – 52 years after I succeeded my beloved father – I will step down as Queen of Denmark. I will hand over the throne to my son Crown Prince Frederik.
— 
Ранее королева Маргрете заявляла, что никогда не отречётся от престола. «Я буду оставаться на троне пока не паду». В интервью 2012 года в ходе празднования её рубинового юбилея пребывания на престоле она сказала: «На мой взгляд, это часть вашего положения, когда вы наследуете монархию: это задача, которую вы передали вам и которую вы выполняете, пока живы, как это делали до меня мой отец и мой дед». В интервью 2016 года королева также отвергла возможность отречения и заявила: «В нашей стране мы не передавали власть подобным образом. Так было всегда: пока жив — оставайся на троне. Так поступал мой отец и мои предки. И таков мой взгляд». В другом интервью 2016 года она заявила, что её сын станет королём: «Когда меня здесь не будет».
31 декабря 2023 года королева Маргрете сделала сенсационное объявление о намерении отречься в ходе новогоднего обращения к нации. Она заявила, что время берёт своё, число её недугов увеличилось, и она не может исполнять столько обязанностей, сколько успевала в прошлом. Королева упомянула обширную операцию на спине, которой подверглась в феврале 2023 года и заявила, что операция заставила её пересмотреть свою позицию и рассмотреть «настало ли подходящее время чтобы передать ответственность следующему поколению».
Королева поблагодарила народ за многолетнюю «невероятную теплоту и поддержку», менявшиеся правительства за их «полезное сотрудничество» и парламент за «постоянное доверие ко мне». Она выразила надежду, что новые король и королева будут встречены «с тем же доверием и преданностью, которые выпали на мою долю».
О намерении Маргрете знали только несколько человек: датский премьер-министр, двоюродный брат Маргрете король Швеции Карл-Густав XVI и ещё несколько человек. Она проинформировала своего сына только за три дня до объявления.

## Церемония перехода трона
Традиций отречения монарха в Дании не существует. Отречение Маргрете стало первым за 878 лет, когда датский монарх добровольно оставил трон, до Маргрете это сделал только король Эрик III в 1146 году. Тем не менее, Закон о престолонаследии предусматривает и возможность отречения, согласно статье 6 конкретные положения, основанные на смерти монарха, также применяются, когда монарх отрекается от престола.
Церемония отречения Маргрете прошла 14 января 2024 года во дворце Кристиансборг в 52-ю годовщину её восшествия на престол.
В 13.35 кронпринц Фредерик, кронпринцесса Мария и трое их детей отправились из дворца Фредерика во дворец Кристиансборг. Две минуты спустя королева отправилась из своей резиденции во дворце Кристиана IX во дворец Кристиансборг на карете, посвященной годовщине золотой свадьбы.
В 14.00 королева, кронпринц Фредерик и его сын принц Кристиан приняли участие в заседании Государственного совета, на котором присутствовали члены кабинета министров и совет государственного секретаря. В момент когда королева подписала декларацию о своём отречении, кронпринц Фредерик взошёл на датский трон под именем Фредерик X. Королева Маргрете встала со своего места и уступила его новому королю. Новый наследник трона кронпринц Кристиан занял место справа от короля. Королева Маргрете провозгласила: «Да благословит Бог короля» (Gud bevare kongen) и вышла из палаты Совета. После заседания Маргрете вернулась во дворец Кристиана IX на автомобиле. В 14.30 новый король и королева устроили приём для отдельно приглашённой публики.
В 15.00 премьер-министр Метте Фредериксен провозгласил о восшествии на трон нового короля. Согласно датскому государственному обычаю, премьер-министр трижды провозгласил: «Ее Величество королева Маргрете II отреклась от престола. Да здравствует Его Величество король Фредерик X!». Десятитысячная толпа, собравшаяся на провозглашение встретила его слова традиционным десятикратным приветствием. Король произнёс речь и представил свой королевский девиз: «Едины и преданы делу Королевства Дания» (Forbundne, forpligtet, for Kongeriget Danmark). После речи семья короля присоединилась к нему на балконе, в том числе новая королева и кронпринц Кристиан.
После провозглашения орудия батареи Сикстус с Холмена (Копенгаген) дали салют. В Амалиенборге королевский штандарт был спущен со дворца Кристиана IX и был поднят штандарт Фредерика X. Король и королева вернулись из дворца Кристиансборг в свою резиденцию в Амалиенборге на карете, посвященной годовщине золотой свадьбы. Их сопровождал эскадрон гвардейского гусарского полка. По прибытии в Амалиенборг королевская семья появилась на балконе дворца Фредерика VIII.
В 17.00 королевские штандарты были перемещены из дворца Кристиана IX во дворец Фредерика VIII чтобы ознаменовать смену монарха. В Жёлтом дворце с 15.00. до 19.00 публика могла написать приветствия в книге поздравлений, также и на сайте датского королевского дома.
В ознаменование смены монарха 14 января 2024 года на всех государственных зданиях и государственных кораблях Датского королевства были подняты флаги.

## Смена титулов
После восшествия на престол коронный принц Фредерик принял обращение «Его королевское величество король», кронпринцесса Мария – «Её королевское величество королева», принц Кристиан, ставший наследником престола – «Его королевское высочество кронпринц Кристиан».
Королева Маргрете сохранила обращение «Её величество королева». Она также может стать регентом в случае неспособности короля и кронпринца Кристиана исполнять свои обязанности. В качестве регента королева может выполнять обязанности главы государства, например во время заграничных визитов короля и наследника престола.    

## Памятные мероприятия
15 января 2024 года король и королева, члены королевской семьи посетили церемонию в датском парламенте посвящённую восшествию короля на престол. В ходе встречи в палате депутатов спикер и премьер-министр произнесли речи. Позже премьер-министр передал послание короля парламенту. 
В бывшей палате парламента был Landstinget проведён приём. 
21 января 2024 года королевская семья примет участие в праздничной церковной службе в Орхусском соборе, на которой будут присутствовать представители Дании и города Орхус.
В ознаменование отречения, в замке Фредериксборг пройдёт выставка портретов королевы Маргрете II, в том числе знаменитый шёлковый портрет Энди Уорхола из серии «Царствующие королевы». Датская радиовещательная корпорация и телеканал TV 2 объединились, чтобы организовать трибьют-шоу, посвященное королевы Маргреты, под названием «Danmarks dronning – den største tak» («Королеве Дании – величайшая благодарность»), которое транслировалось в прямом эфире из Kongens Nytorv 12 января 2024 года. Датская радиовещательная корпорация также выпустила документальный фильм «Dronningen og statsministrene – i al fortrolighed» («Королева и премьер-министры – с полной конфиденциальностью»), в котором представлены интервью и архивные материалы о работе королевы с девятью датскими премьер-министрами. 

## Празднования в Австралии
14 января 2024 года в Австралии общественные здания по всей Тасмании, включая Тасманский мост, ратушу Лонсестона и конференц-центр Девонпорта, были освещены в цвета датского флага. Правительство Тасмании пожертвовало 10 000 австралийских долларов Фонду Аланны и Мэдлин в честь международного покровительства королевы Марии. Чтобы отметить восшествие Марии, премьер-министр Австралии Энтони Альбанезе объявил о пожертвовании федеральным правительством 10 000 австралийских долларов компании Wildcare Tasmania на поддержку сохранения тасманского дьявола. 
Правительство Тасмании также подарит королю и королеве журнальный столик ручной работы из сосны Хуон. Лорд-мэр Хобарта Анна Рейнольдс отметила это событие посадкой синего эвкалипта; Лорд-мэр Копенгагена посадил дерево в датской столице в честь «непреходящей связи между двумя городами». Премьер Тасмании Джереми Роклифф заявил, что Марии и Фредерику «всегда открыто приглашение» посетить Тасманию. 
В Тасмании празднования прошли на пляже Таруна, а полдник состоялся в Shot Tower в Таруне. 14 января на здание парламента в Хобарте был поднят датский флаг. В Вуллонгонге, к югу от Сиднея, Датский клуб Австралии принял датских эмигрантов и их семьи на пикник, чтобы отметить передачу королевской власти. В Мельбурне люди собрались в Датском клубе в Дании-Хаус, чтобы отпраздновать это событие.